# Naibys Morillo
Naibys Daniela Morillo Gil (née le 5 mars 2000 à Carora) est une athlète handisport vénézuelienne championne paralympique au lancer du javelot en catégorie F46 aux Jeux paralympiques d'été de 2024 à Paris.

## Biographie
Elle débute le sport en 2014 à Yaracuy et elle y a été nommée athlète handisport de l'année de cet état en 2015 et 2017. Elle est porte-drapeau à la cérémonie d'ouverture des jeux parapanaméricains juniors en 2017 à São Paulo au Brésil.
Elle a remporté la compétition dans cette même discipline aux Jeux parapanaméricains de 2023 à Santiago du Chili où elle a été porte-drapeau du Venezuela avec le judoka Marcos Blanco (en) . Elle a aussi obtenu deux médailles de bronze aux championnats du monde d'athlétisme handisport 2023 de Paris et ceux de 2023 de Kobe.